# Mycomya matilei
Mycomya matilei är en tvåvingeart som beskrevs av Vaisanen 1984. Mycomya matilei ingår i släktet Mycomya och familjen svampmyggor.
Artens utbredningsområde är Frankrike. Inga underarter finns listade i Catalogue of Life.